# Mistrovství Československa ve sportovní gymnastice 1983
Mistrovství Československa ve sportovní gymnastice 1983 proběhlo v Brně a Ostravě. Nejúspěšnějšími účastníky byli vítěz šestiboje Vladimír Brummer, dvojnásobný šampion na jednotlivých nářadích Dušan Hilbert a Hana Říčná, která vyhrála čtyřboj a další dvě finále.

## Muži
Mistrovství Československa ve sportovní gymnastice 1983 v kategorii mužů se uskutečnilo v období od 23. června do 25. června 1983 v Brně.

### Víceboj
| *  | Jméno                                  | Prostná | Kůň  | Kruhy | Přeskok | Bradla | Hrazda | Celkem |
| -- | -------------------------------------- | ------- | ---- | ----- | ------- | ------ | ------ | ------ |
| 1  | Vladimír Brummer Dukla Banská Bystrica | 9,10    | 9,20 | 9,30  | 9,40    | 9,15   | 9,35   | 110,50 |
| 2  | Daniel Orlet Zbrojovka Brno            | 9,20    | 9,80 | 9,45  | 9,35    | 8,60   | 8,95   | 110,25 |
| 3  | Janis Kasapidis Zbrojovka Brno         | 8,50    | 9,60 | 9,40  | 8,95    | 9,05   | 9,40   | 110,20 |
| 4  | Leonard Kornoš Dukla Banská Bystrica   |         |      |       |         |        |        | 109,85 |
| 5  | Dušan Hilbert Olympia Děčín            |         |      |       |         |        |        | 109,80 |
| 6  | Koloman Hianik Dukla Banská Bystrica   |         |      |       |         |        |        | 109,80 |
| 7  | Rudolf Babiak Dukla Banská Bystrica    |         |      |       |         |        |        | 107,80 |
| 8  | Luděk Höfer Zbrojovka Brno             |         |      |       |         |        |        | 107,80 |
| 9  | Miloš Miškovic Dukla Banská Bystrica   |         |      |       |         |        |        | 106,80 |
| 10 | ... Kolář Dukla Banská Bystrica        |         |      |       |         |        |        | 104,65 |

### Prostná
| * | Jméno                                | Body   |
| - | ------------------------------------ | ------ |
| 1 | Dušan Hilbert Olympia Děčín          | 18,70  |
| 2 | Luděk Höfer Zbrojovka Brno           | 18,275 |
| 3 | Daniel Orlet Zbrojovka Brno          | 18,10  |
| 4 | Miloš Miškovic Dukla Banská Bystrica | 17,925 |
| 5 | ... Kolář Dukla Banská Bystrica      | 17,45  |
| 6 | Koloman Hianik Dukla Banská Bystrica | 17,075 |

### Kůň našíř
| * | Jméno                                  | Body   |
| - | -------------------------------------- | ------ |
| 1 | Daniel Orlet Zbrojovka Brno            | 19,425 |
| 2 | Janis Kasapidis Zbrojovka Brno         | 19,10  |
| 3 | Koloman Hianik Dukla Banská Bystrica   | 18,60  |
| 4 | Vladimír Brummer Dukla Banská Bystrica | 18,425 |
| 5 | Rudolf Babiak Dukla Banská Bystrica    | 18,075 |
| 6 | Luděk Höfer Zbrojovka Brno             | 17,95  |

### Kruhy
| * | Jméno                                  | Body   |
| - | -------------------------------------- | ------ |
| 1 | Rudolf Babiak Dukla Banská Bystrica    | 18,80  |
| 2 | Miloš Miškovic Dukla Banská Bystrica   | 18,75  |
| 3 | Janis Kasapidis Zbrojovka Brno         | 18,725 |
| 4 | Vladimír Brummer Dukla Banská Bystrica | 18,525 |
| 5 | Dušan Hilbert Olympia Děčín            | 18,40  |
| 6 | Daniel Orlet Zbrojovka Brno            | 18,10  |

### Přeskok
| * | Jméno                                  | Body   |
| - | -------------------------------------- | ------ |
| 1 | Koloman Hianik Dukla Banská Bystrica   | 18,825 |
| 2 | ... Kolář Dukla Banská Bystrica        | 18,40  |
| 3 | Leonard Kornoš Dukla Banská Bystrica   | 18,35  |
| 4 | Rudolf Babiak Dukla Banská Bystrica    | 18,325 |
| 5 | Dušan Hilbert Olympia Děčín            | 18,25  |
| 6 | Vladimír Brummer Dukla Banská Bystrica | 17,675 |

### Bradla
| * | Jméno                                  | Body   |
| - | -------------------------------------- | ------ |
| 1 | Leonard Kornoš Dukla Banská Bystrica   | 18,375 |
| 2 | Koloman Hianik Dukla Banská Bystrica   | 18,10  |
| 3 | Janis Kasapidis Zbrojovka Brno         | 18,05  |
| 4 | Luděk Höfer Zbrojovka Brno             | 17,795 |
| 5 | ... Kolář Dukla Banská Bystrica        | 17,65  |
| 6 | Vladimír Brummer Dukla Banská Bystrica | 17,625 |

### Hrazda
| * | Jméno                                  | Body   |
| - | -------------------------------------- | ------ |
| 1 | Dušan Hilbert Olympia Děčín            | 19,35  |
| 2 | Daniel Orlet Zbrojovka Brno            | 18,80  |
| 3 | Miloš Miškovic Dukla Banská Bystrica   | 18,725 |
| 4 | Janis Kasapidis Zbrojovka Brno         | 18,70  |
| 5 | Vladimír Brummer Dukla Banská Bystrica | 18,625 |
| 6 | Leonard Kornoš Dukla Banská Bystrica   | 18,40  |

## Ženy
Mistrovství Československa ve sportovní gymnastice 1983 v kategorii žen se uskutečnilo v období od 26. srpna do 28. srpna 1983 v Ostravě.

### Víceboj
| * | Jméno                             | Přeskok | Bradla | Kladina | Prostná | Celkem |
| - | --------------------------------- | ------- | ------ | ------- | ------- | ------ |
| 1 | Hana Říčná Zbrojovka Brno         | 8,95    | 9,95   | 9,60    | 9,85    | 76,50  |
| 2 | Jana Labáková ZŤS Detva           | 9,50    | 9,80   | 9,70    | 9,30    | 76,35  |
| 3 | Eva Marečková ZŤS Detva           | 9,50    | 9,20   | 9,60    | 9,50    | 75,95  |
| 4 | Katarína Šarišská VSŽ Košice      |         |        |         |         | 75,80  |
| 5 | ... Martínková Lokomotiva Olomouc |         |        |         |         | 75,80  |
| 6 | ... Červenková Sparta Praha       |         |        |         |         | 75,80  |

### Přeskok
| * | Jméno                             | Body   |
| - | --------------------------------- | ------ |
| 1 | ... Martínková Lokomotiva Olomouc | 19,35  |
| 2 | ... Gažiová Zbrojovka Brno        | 19,20  |
| 3 | Jana Labáková ZŤS Detva           | 19,00  |
| 4 | ... Vajsová Sparta Praha          | 18,70  |
| 5 | Katarína Šarišská VSŽ Košice      | 18,50  |
| 6 | Eva Marečková ZŤS Detva           | 18,275 |

### Bradla
| * | Jméno                             | Body   |
| - | --------------------------------- | ------ |
| 1 | Hana Říčná Zbrojovka Brno         | 19,725 |
| 2 | Jana Labáková ZŤS Detva           | 19,45  |
| 3 | Jana Gajdošová Slovan Bratislava  | 19,425 |
| 4 | ... Martínková Lokomotiva Olomouc | 19,20  |
| 5 | Katarína Šarišská VSŽ Košice      | 19,15  |
| 6 | ... Vajsová Sparta Praha          | 19,075 |

### Kladina
| * | Jméno                        | Body   |
| - | ---------------------------- | ------ |
| 1 | ... Červenková Sparta Praha  | 19,65  |
| 2 | Hana Říčná Zbrojovka Brno    | 19,525 |
| 3 | Jana Labáková ZŤS Detva      | 19,20  |
| 4 | Radka Zemanová Sparta Praha  | 18,875 |
| 5 | Katarína Šarišská VSŽ Košice | 18,85  |
| 6 | ... Vajsová Sparta Praha     | 18,75  |

### Prostná
| * | Jméno                             | Body   |
| - | --------------------------------- | ------ |
| 1 | Hana Říčná Zbrojovka Brno         | 19,70  |
| 2 | ... Červenková Sparta Praha       | 19,35  |
| 3 | Jana Labáková ZŤS Detva           | 19,275 |
| 4 | ... Martínková Lokomotiva Olomouc | 19,225 |
| 5 | ... Vajsová Sparta Praha          | 18,70  |
| 6 | ... Rulfová Sparta Praha          | 18,375 |